# Dumitrița Turner
Dumitriţa Turner (Gheorghe Gheorghiu-Dej (actualmente llamado Onești), Rumania, 12 de febrero de 1964) es una gimnasta artística especialista en la prueba de salto de potro, con la que logró ser campeona mundial en 1979.

## 1979
En el Mundial celebrado en Fort Worth (Texas) consiguió el oro en el concurso por equipos, por delante de la Unión Soviética y Alemania del Este, siendo sus compañeras de equipo: Nadia Comăneci, Rodica Dunca, Melita Ruhn, Emilia Eberle y Marilena Vladarau. Además ganó el oro en salto de potro, quedando situada en el podio por delante de las soviéticas Stella Zakharova y Nellie Kim y la alemana Steffi Kraker, estas dos últimas empataron con el bronce.

## 1980
En los JJ. OO. de Moscú gana la plata por equipos, tras la Unión Soviética y por delante de Alemania del Este, siendo sus compañeras en esta ocasión: Nadia Comăneci, Rodica Dunca, Cristina Elena Grigoraş, Melita Ruhn y Emilia Eberle.